# 静かなる侵蝕
『静かなる侵蝕』（しずかなるしんしょく、原題:Encounter）は2021年に公開されたアメリカ合衆国・イギリス合作のSF映画である。監督はマイケル・ピアース、主演はリズ・アーメッドが務めた。

## 概略
元海兵隊員のマリク・カーンは別れた妻（ピヤ）が養育していた2人の息子たち（ジェイとボビー）の前に突然姿を現した。マリクは2人を小旅行へと連れだしたが、その道中、マリクが警察官の尋問を受けるという一件があった。その様子を見た2人が怯え切ってしまったため、マリクはやむを得ず「事実」を告げることにした。現在、地球は人体に寄生して増殖するエイリアンの襲撃を受けており、人類は存亡の危機にある。そして、ピヤは既にエイリアンに寄生されており、マリクはジェイとボビーだけでも安全な場所に連れて行こうとしているのだと。
この話を聞いたジェイはマリクと共に何としてでも生き残ると覚悟を決めたが、旅の途中で父親に隠されたある真実を知ることになってしまう。

## キャスト
※括弧内は日本語吹替。
- マリク・カーン：リズ・アーメッド（山本兼平）
- ハッティ・ヘイズ：オクタヴィア・スペンサー（土井真理）
- シェパード・ウェスト：ロリー・コクレーン（白熊寛嗣）
- ピヤ：ジャニナ・ガヴァンカー（近内仁子）
- ジェイ・カーン：ルシアン＝リヴァー・チョウハン（ニケライ・ファラナーゼ）
- ボビー・カーン：アディティア・ゲッダダ（渡谷美帆）
- ディラン：ミーシャ・コリンズ
- ランス・ダン：シェーン・マクレー
- ラウル：アントニオ・ハラミーヨ
- グラント：キース・ザラバッカ
- ドワイト・マッキンリー：ブレナン・キール・クック
- カート・マッキンリー：ビル・ダウズ
- 日本語吹替版その他：青山玲菜、藤井隼、長谷川敦央、菊池通武、松田裕市、佐々健太、橘潤二、露崎亘、内野孝聡、山橋正臣、米田えん

- 日本語吹替版制作スタッフ 演出：菅原輝明、翻訳：栗原節子、制作：東北新社

## 製作・音楽
2018年10月26日、マイケル・ピアース監督の新作映画『Invasion』の製作が始まったと報じられた。2020年7月29日、リズ・アーメッドとオクタヴィア・スペンサーが本作に主演するとの報道があった。9月、ジャニナ・ガヴァンカーの出演が決まった。10月2日、ロリー・コクレーンの起用が発表された。11月23日、ルシアン＝リヴァー・チョウハンがキャスト入りした。
2021年8月24日、ジェド・カーゼルが本作で使用される楽曲を手掛けるとの報道があった。12月17日、レイクショア・レコーズが本作のサウンドトラックを発売した。

## 公開・マーケティング
2021年9月3日、本作はテルライド映画祭でプレミア上映されたが、その際、タイトルが『Invasion』から『Encounter』に変更された。9日、本作のティーザー・トレイラーが公開された。10日には、第46回トロント国際映画祭で本作の上映が行われた。11月18日、本作のオフィシャル・トレイラーが公開された。

## 評価
本作に対する批評家の評価は平凡なものに留まっている。映画批評集積サイトのRotten Tomatoesには116件のレビューがあり、批評家支持率は57%、平均点は10点満点で6点となっている。また、Metacriticには24件のレビューがあり、加重平均値は57/100となっている。